# Perwomartowzy

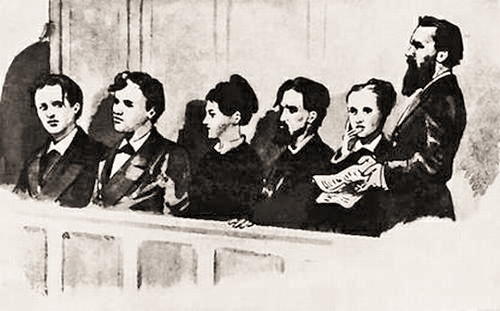
Die Attentäter auf der Anklagebank (Polizei-Illustration zwischen 7. und 10. April 1881); von links nach rechts
Ryssakow, Michailow, Gelfman, Kibaltschitsch, Perowskaja und Scheljabow

Perwomartowzy (russisch Первомартовцы ‚die des 1. März‘, wiss. Transliteration Pervomartovcy, englische Transkription Pervomartovtsy) waren acht russische Narodniki – genauer, Mitglieder der sozialrevolutionären Geheimgesellschaft Narodnaja Wolja (Volkswille) – die am 1. Märzjul. / 13. März 1881greg. Zar Alexander II. in Sankt Petersburg mit einer Bombe umbrachten.
Manchmal werden auch jene Studenten um Lenins älteren Bruder Alexander Uljanow, die im Spätwinter 1887 Alexander III. töten wollten, als Perwomartowzy bezeichnet.

## Attentat von 1881

### Hergang

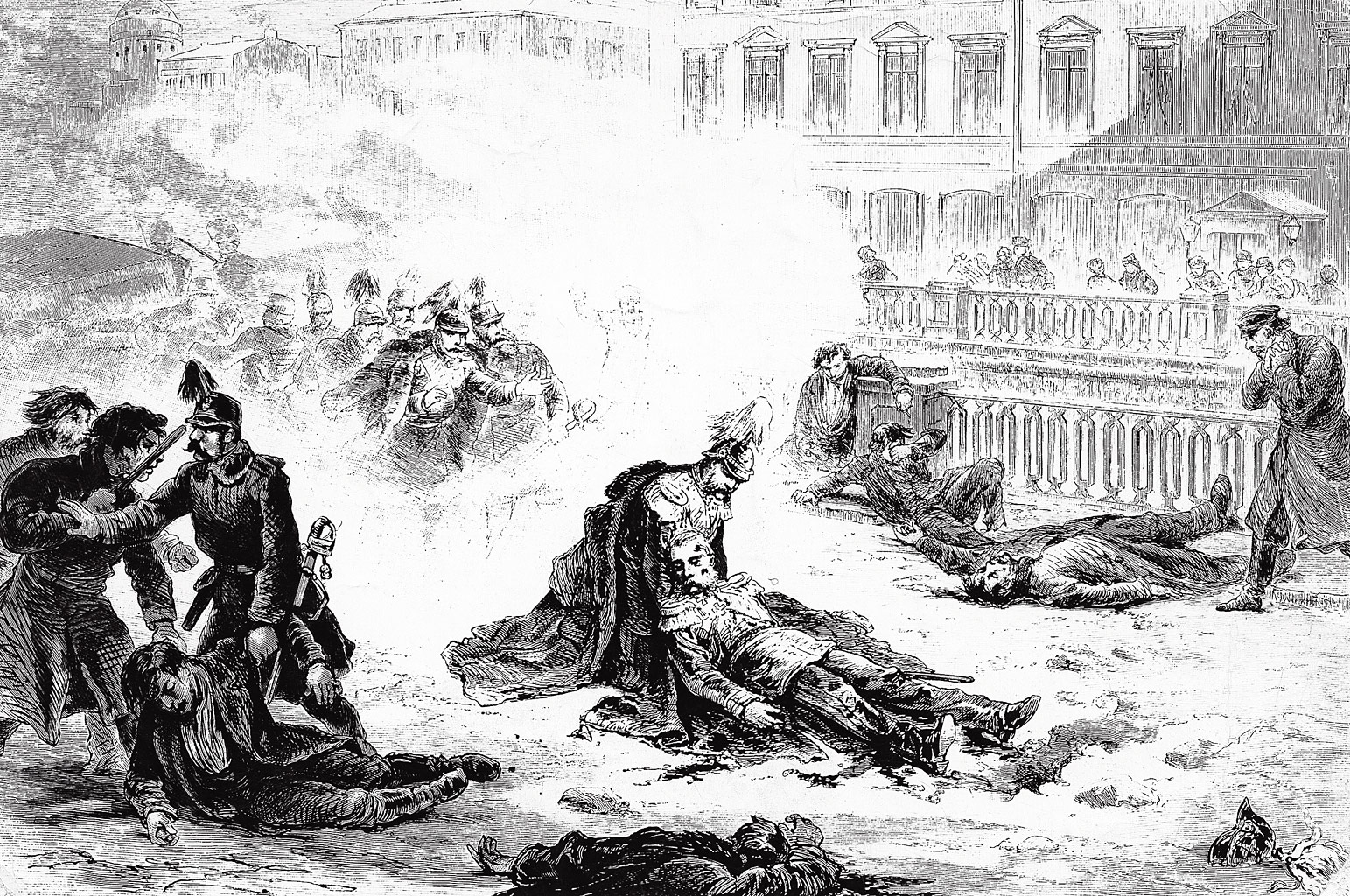
Attentat auf Zar Alexander II., 1881

Das Attentat im Jahr 1881 wurde von Narodnaja Woljas Exekutivkomitee geplant. Andrei Scheljabow war der Hauptorganisator. Nach seiner Verhaftung am 27. Februar wurde er durch Sofja Perowskaja ersetzt.
Alexander II. wurde am 1. März 1881 durch eine Bombe getötet, die von Ignati Grinewizki geworfen wurde. Grinewizki verletzte sich bei dem Attentat tödlich; Nikolai Sablin starb durch Suizid, um einer Verhaftung zu entgehen. Die restlichen sechs Komplizen – Schilyabow, Perowskiskaja, Nikolai Kibaltschitsch, Gesja Gelfman, Timofei Michailow und Nikolai Rysakov – wurden vom Sondertribunal des regierenden Senats vom 26. bis zum 29. März vor Gericht gestellt und zum Tode durch Erhängen verurteilt. Am 3. April 1881 wurden fünf Perwomartowzy gehängt – mit Ausnahme von Helfman, deren Hinrichtung wegen ihrer Schwangerschaft verschoben worden war. Ihre Hinrichtung wurde später auf unbestimmte Zeit durch Katorga ersetzt, sie starb jedoch im Gefängnis an einer postnatalen Komplikation – wahrscheinlich infolge unterlassener ärztlicher Hilfeleistung.

### Beteiligte
Die Historiker sind sich uneins. Zuweilen werden nur die Hingerichteten (siehe Polizei-Illustration ganz oben rechts im Artikel), also Andrei Scheljabow, Sofja Perowskaja, der Bombenbauer Nikolai Kibaltschitsch, Timofei Michailowitsch Michailow und Nikolai Ryssakow, den Perwomartowzy zugerechnet. Aber die Mehrzahl der Historiker nehmen noch Ignati Grinewizki, Nikolai Alexejewitsch Sablin und Hessja Mirauna Helfman hinzu.
Die fünf Hingerichteten wurden in Sankt Petersburg auf dem Preobraschenskojer Friedhof beigesetzt.

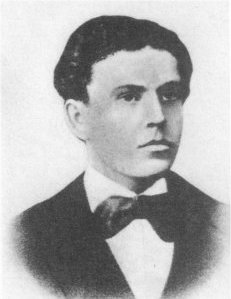
Ignati Grinewizki
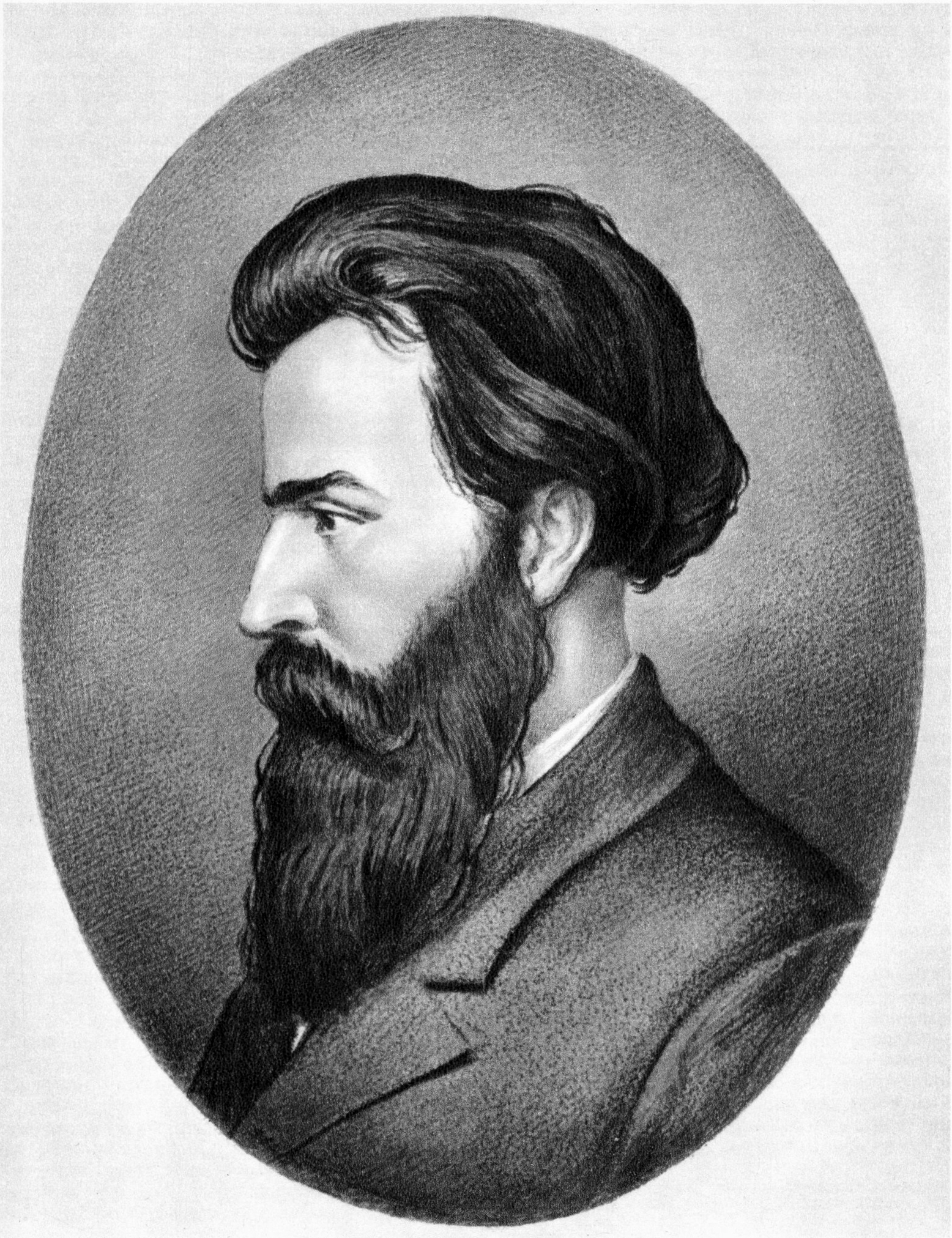
Andrei Scheljabow
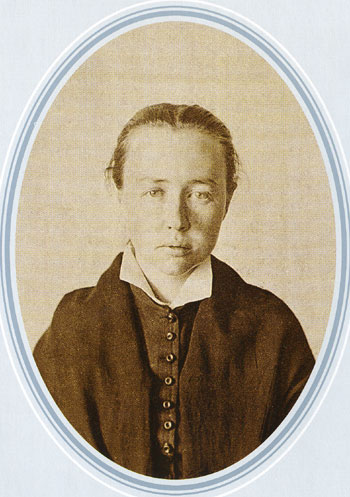
Sofja Perowskaja
Nikolai Ryssakow
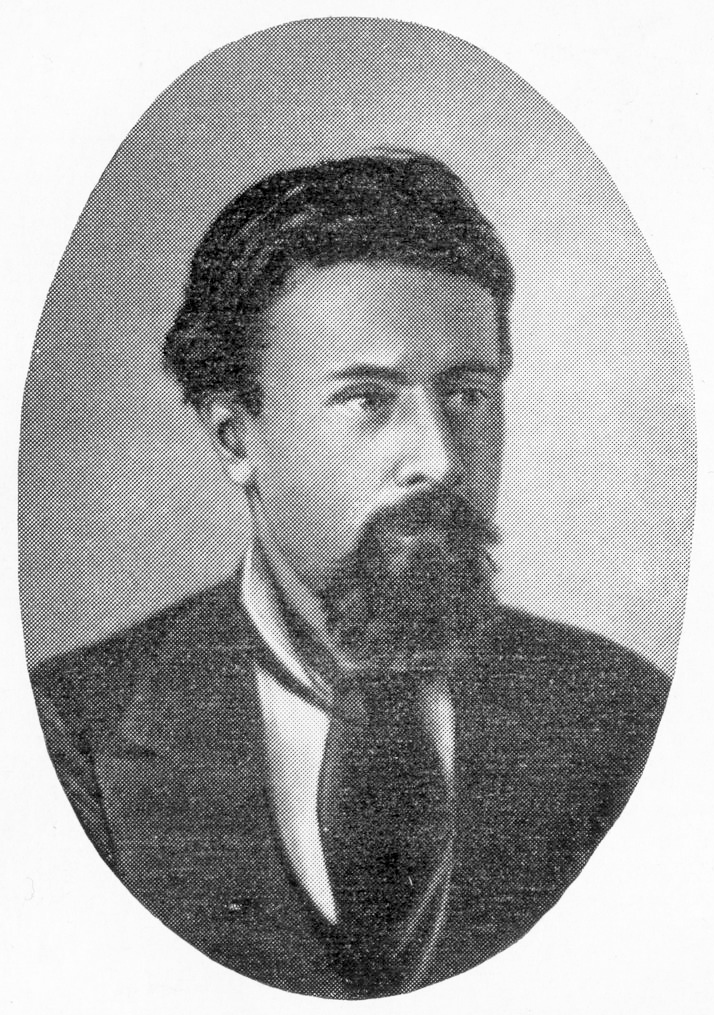
Nikolai Kibaltschitsch
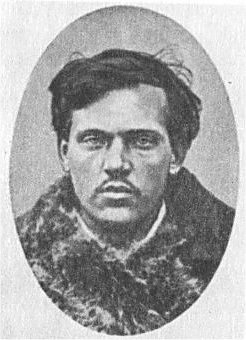
Timofei Michailow
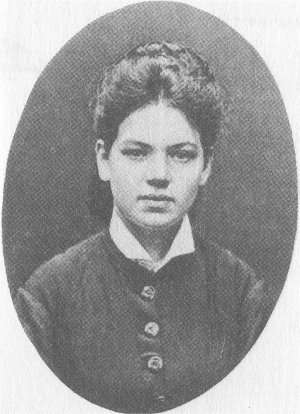
Hessja Mirauna Helfman
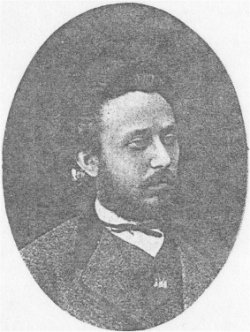
Nikolai Alexejewitsch Sablin

## Attentat von 1887

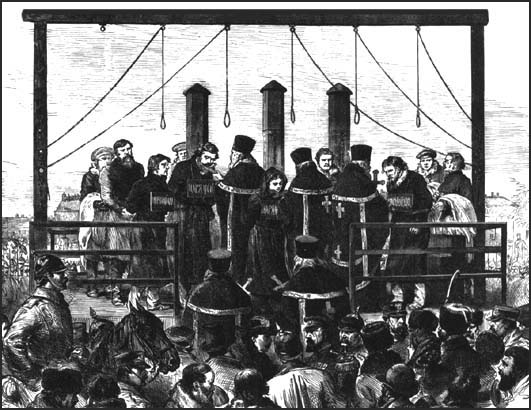
Exekution der fünf Attentäter, 1887

Der „zweite 1. März“ wurde von Mitgliedern der „terroristischen Fraktion“ von Narodnaja Wolja geplant, darunter Alexander Uljanow, dem älteren Bruder Lenins. Am 1. März 1887 kamen sie mit Bomben zum St. Petersburger Newski Prospekt und warteten auf die Kutsche von Zar Alexander III. Sie wurden jedoch vor seiner Ankunft vor Ort festgenommen. Alle 15 Komplizen – Alexander Uljanow, Pjotr Schewyrjow (Hauptorganisatoren), Pachomi Iwanowitsch Andrejuschkin, Wassili Denissowitsch Generalow, Wassili Stepanowitsch Ossipanow (Bombenwerfer) und 10 weitere Personen – wurden vom Sonderausschuss des Senats am 15. und 19. April vor Gericht gestellt und verurteilt. Die ersten fünf wurden am 8. Mai 1887 gehängt; die übrigen wurden zu Gefängnis, Verbannung oder Katorga verurteilt.